# جون وليامز (سياسي)
جون وليامز (بالإنجليزية: John Williams (New York))‏ هو سياسي أمريكي، ولد في 7 يناير 1807 في الولايات المتحدة، وتوفي في 26 مارس 1875. حزبياً، نشط في الحزب الديمقراطي. وقد انتخب عضو مجلس النواب الأمريكي.